# أحمد سخسوخ
أحمد سخسوخ، كاتب ومؤلف وناقد مسرحي مصري ولد عام 1947 في مصر. تخرّج أحمد سخسوخ من المعهد العالي للفنون المسرحية قسم الدراما والنقد المسرحي عام 1975، وعمل كأستاذ للدراما بالمعهد العالي للفنون المسرحية، وشغل منصب رئيس قسم الدراما والنقد. توفي عام 2019.

## السيرة الذاتية
ولد الكاتب والمؤلف و الناقد المسرحي أحمد سخسوخ في مصر عام 1947 و تخرّج من المعهد العالي للفنون المسرحية قسم الدراما والنقد المسرحي عام 1975، ثم اكمل دراسته بمعهد العلوم المسرحية في جامعة فيينا بالنمسا، وتتلمذ على يد الناقد مارتن اسلن الملقب بأرسطو مسرح البعث، ثم التحق بمعهد ماكس راينهارد التابع للمدرسة العليا للموسيقى بأكاديمية الفنون بفيينا عام 1982 لدراسة الإخراج المسرحي، وتتلمذ على أيدى تلامذة المخرج النمساوي ماكس راينهارد، صاحب نظرية الاتجاه الانتخابي في المسرح العالمي، ثم درس التمثيل في برلين في عام 1986 على يد المخرج الأمريكي جون كوستو بولوس مساعد لي سترا سبرج مؤسس ستوديو الممثلين بنيويورك، الذي تخرج منه معظم نجوم هوليود في الأربعينيات والخمسينيات مثل يول براينر، جيمس دين، مارلون براندو، مارلين مونرو، جولي هاريس، بول نيومان، كالدن مالدن، آل باتشينو. عمل كأستاذ للدراما بالمعهد العالي للفنون المسرحية، وشغل منصب رئيس قسم الدراما والنقد، ووكيلاً ثم عميدًا للمعهد العالي للفنون المسرحية بأكاديمية الفنون. كأن يكتب مقالًا ثابتًا عن الحالة الفنية والمسرحية في مصر بمجلة أخبار النجوم.

## أعمال الكاتب
| الاسم                                                     | دار النشر                        | تاريخ النشر   | عدد الصفحات | ردمك ISBN            | المصدر |
| --------------------------------------------------------- | -------------------------------- | ------------- | ----------- | -------------------- | ------ |
| المسرح المصري في مفترق الطرق: رؤية جديدة                  | الدار المصرية اللبنانية          | 1 يناير 1995  | 236         |                      | [ 2 ]  |
| كرم مطاوع: فارس المسرح المصري                             | أكاديمية الفنون - وحدة الإصدارات | 1997          | 255         |                      | [ 3 ]  |
| أغنيات الرحيل الونوسيه دراسة في مسرح سعد الله ونوس        | الدار المصرية اللبنانية          | 1 يناير 1998  | 168         |                      | [ 4 ]  |
| تجارب شكسبيرية في عالمنا المعاصر                          | الهيئة المصرية العامة للكتاب     | 1998          | 276         |                      | [ 5 ]  |
| عبث إدريس وعبد الصبور في المسرح المصري                    | الهيئة العامة لقصور الثقافة      | يناير 2001    | 94          |                      | [ 6 ]  |
| توفيق الحكيم مفكّراً ومنظّراً مسرحيّاً                          | الهيئة المصرية العامة للكتاب     | 1 يناير 2002  | 178         | (ردمك 9770163503)    | [ 8 ]  |
| نجيب الريحاني: نجم زمن الفن الجميل                        | الهيئة المصرية العامة للكتاب     | 2002          |             | (ردمك 9770179582)    | [ 9 ]  |
| الرقص علي جدار الموت (مسرحية)                             | المجلس الأعلى للثقافة            | 2002          | 121         |                      | [ 6 ]  |
| الدراما الشعرية بين النص والعرض المسرحي                   | الهيئة المصرية العامة للكتاب     | 2005          |             | (ردمك 9770197963)    | [ 10 ] |
| المسرح المصري في مفترق الطرق                              | الهيئة المصرية العامة للكتاب     | 1 يناير 2007  | 282         |                      | [ 11 ] |
| إلكترا (ترجمة)                                            |                                  | 2007          | 210         | (ردمك 9781854597564) | [ 12 ] |
| صناع المسرح المصري                                        | صندوق التنمية الثقافية           | 5 نوفمبر 2008 | 1560        |                      | [ 13 ] |
| المسرح والديمقراطية في مصر والعالم العربي                 | دار الشروق                       | 1 يناير 2010  | 534         | (ردمك 9789770900000) | [ 15 ] |
| مختارات مسرحية                                            | الهيئة المصرية العامة للكتاب     | 1 يناير 2019  | 265         | (ردمك 9789779120980) | [ 16 ] |
| نجيب الريحاني من عصر الازدهار إلى انسداد شرايين الكوميديا | دار العين للنشر                  | 8 يناير 2019  | 324         | (ردمك 9789774905353) | [ 18 ] |
| ثلاثية الرحيل                                             | الهيئة العامة لقصور الثقافة      |               |             | (ردمك 9789779202600) | [ 19 ] |

## الجوائز
- جائزة الدولة التشجيعية عام 1989.[20]
- جائزة الدولة للتفوق في الآداب عام 2008[20]
- جائزة التميز في النقد المسرحي من اتحاد كتّاب مصر.[20]